# Volta a Catalunya de 1984
La Volta a Catalunya de 1984 va ser la 64a edició de la Volta Ciclista a Catalunya. Es disputà en 7 etapes del 5 al 12 de setembre de 1984 amb un total de 1.249,7 km. El vencedor final fou l'irlandès Sean Kelly de l'equip Skil-Reydel-Sem per davant de Pere Muñoz del Teka, i d'Ángel Arroyo del Reynolds.
La quarta i la setena etapes estaven dividides en dos sectors. Hi havia dos contrarellotges individuals, una al Pròleg de Llançà i l'altra al primer sector de la setena l'etapa.
La victòria final de Kelly es va haver de decidir pels punts, ja que va quedar empatat en temps amb Pere Muñoz. El català havia guanyat l'etapa reina i l'irlandès s'havia emportat el triomf en quatre etapes i les Classificacions de la Muntanya i de la Regularitat.

## Etapes
| Etapa  | Data           | Ciutats d'etapa                      | km    | Vencedor de l'etapa       | Líder de la general            |
| ------ | -------------- | ------------------------------------ | ----- | ------------------------- | ------------------------------ |
| Pròleg | 5 de setembre  | Platja d'Aro – Platja d'Aro (CRI)    | 3,8   | Jesús Blanco Villar (ESP) | Jesús Blanco Villar (ESP)      |
| 1a     | 6 de setembre  | Platja d'Aro – Sant Boi de Llobregat | 175,5 | Sean Kelly (IRL)          | Jesús Blanco Villar (ESP)      |
| 2a     | 7 de setembre  | Barcelona – Tarragona                | 192,2 | Alfonso Gutiérrez (ESP)   | Jesús Blanco Villar (ESP)      |
| 3a     | 8 de setembre  | Tarragona – Tàrrega                  | 186,5 | Eddy Vanhaerens (BEL)     | Francisco López Gonzalvo (ESP) |
| 4a A   | 9 de setembre  | Tàrrega - Barcelona                  | 138,0 | Sean Kelly (IRL)          | Jesús Blanco Villar (ESP)      |
| 4a B   | 9 de setembre  | Sant Boi de Llobregat - Manresa      | 92,8  | Sean Kelly (IRL)          | Sean Kelly (IRL)               |
| 5a     | 10 de setembre | Manresa - Planoles                   | 147,0 | Pere Muñoz (ESP)          | Pere Muñoz (ESP)               |
| 6a     | 11 de setembre | Planoles – Llançà                    | 179,0 | Serge Demierre (SUI)      | Pere Muñoz (ESP)               |
| 7a A   | 12 de setembre | Llançà – Sant Pere de Rodes (CRI)    | 18,4  | Sean Kelly (IRL)          | Sean Kelly (IRL)               |
| 7a B   | 12 de setembre | Llançà – Girona                      | 116,5 | Ronny Van Holen (BEL)     | Sean Kelly (IRL)               |

### Pròleg[1]
05-09-1984: Platja d'Aro – Platja d'Aro, 3,8 km. (CRI):
|   | Ciclista                  | Equip         | Temps  |
| - | ------------------------- | ------------- | ------ |
| 1 | Jesús Blanco Villar (ESP) | Teka          | 5' 12" |
| 2 | Serge Demierre (SUI)      | Alfa Lum-Olmo | + 01"  |
| 3 | Josep Recio (ESP)         | Kelme         | + 02"  |

|   | Ciclista                  | Equip         | Temps  |
| - | ------------------------- | ------------- | ------ |
| 1 | Jesús Blanco Villar (ESP) | Teka          | 5' 12" |
| 2 | Serge Demierre (SUI)      | Alfa Lum-Olmo | + 01"  |
| 3 | Josep Recio (ESP)         | Kelme         | + 02"  |

### 1a etapa[2]
06-09-1984: Platja d'Aro – Sant Boi de Llobregat, 175,5:
|   | Ciclista                 | Equip                    | Temps      |
| - | ------------------------ | ------------------------ | ---------- |
| 1 | Sean Kelly (IRL)         | Skil-Reydel-Sem          | 4h 28' 26" |
| 2 | Ronny Van Holen (BEL)    | Safir-Van de Ven-Colnago | m. t.      |
| 3 | Josep Lluís Laguía (ESP) | Reynolds                 | m. t.      |

|   | Ciclista                  | Equip                    | Temps      |
| - | ------------------------- | ------------------------ | ---------- |
| 1 | Jesús Blanco Villar (ESP) | Teka                     | 4h 33' 38" |
| 2 | Serge Demierre (SUI)      | Alfa Lum-Olmo            | + 01"      |
| 3 | Ronny Van Holen (BEL)     | Safir-Van de Ven-Colnago | + 02"      |

### 2a etapa[3]
07-09-1984: Barcelona – Tarragona, 192,2 km.:
|   | Ciclista                  | Equip         | Temps      |
| - | ------------------------- | ------------- | ---------- |
| 1 | Alfonso Gutiérrez (ESP)   | Teka          | 4h 35' 52" |
| 2 | Giuseppe Martinelli (ITA) | Alfa Lum-Olmo | m. t.      |
| 3 | Jesús Suárez Cueva (ESP)  | Hueso         | + 02"      |

|   | Ciclista                  | Equip                    | Temps      |
| - | ------------------------- | ------------------------ | ---------- |
| 1 | Jesús Blanco Villar (ESP) | Teka                     | 9h 09' 32" |
| 2 | Ronny Van Holen (BEL)     | Safir-Van de Ven-Colnago | + 02"      |
| 3 | Julián Gorospe (ESP)      | Reynolds                 | m. t.      |

### 3a etapa[4]
08-09-1984: Tarragona – Tàrrega, 186,5 km.:
|   | Ciclista                       | Equip                    | Temps      |
| - | ------------------------------ | ------------------------ | ---------- |
| 1 | Eddy Vanhaerens (BEL)          | Safir-Van de Ven-Colnago | 4h 32' 41" |
| 2 | Francisco López Gonzalvo (ESP) | Kelme                    | + 01"      |
| 3 | Enrique Aja (ESP)              | Reynolds                 | m. t.      |

|   | Ciclista                       | Equip    | Temps       |
| - | ------------------------------ | -------- | ----------- |
| 1 | Francisco López Gonzalvo (ESP) | Kelme    | 13h 44' 52" |
| 2 | Enrique Aja (ESP)              | Reynolds | + 03"       |
| 3 | Jesús Blanco Villar (ESP)      | Teka     | + 13"       |

### 4a etapa A[5]
09-09-1984: Tàrrega - Barcelona, 138,0 km.:
| Resultat de la 4a etapa A \| \| Ciclista \| Equip \| Temps \| \| - \| ------------------------- \| --------------- \| ---------- \| \| 1 \| Sean Kelly (IRL) \| Skil-Reydel-Sem \| 2h 55' 36" \| \| 2 \| Peio Ruiz Cabestany (ESP) \| Orbea-Danena \| m. t. \| \| 3 \| Josep Recio (ESP) \| Kelme \| m. t. \| |                           |                 |            |
| | Ciclista                  | Equip           | Temps      |
| 1 | Sean Kelly (IRL)          | Skil-Reydel-Sem | 2h 55' 36" |
| 2 | Peio Ruiz Cabestany (ESP) | Orbea-Danena    | m. t.      |
| 3 | Josep Recio (ESP)         | Kelme           | m. t.      |

### 4a etapa B[5]
09-09-1984: Sant Boi de Llobregat - Manresa, 92,8 km.:
|   | Ciclista                 | Equip           | Temps      |
| - | ------------------------ | --------------- | ---------- |
| 1 | Sean Kelly (IRL)         | Skil-Reydel-Sem | 2h 25' 28" |
| 2 | Josep Lluís Laguía (ESP) | Reynolds        | m. t.      |
| 3 | Vicent Belda (ESP)       | Kelme           | m. t.      |

|   | Ciclista             | Equip           | Temps       |
| - | -------------------- | --------------- | ----------- |
| 1 | Sean Kelly (IRL)     | Skil-Reydel-Sem | 19h 06' 09" |
| 2 | Ángel Arroyo (ESP)   | Reynolds        | + 12"       |
| 3 | Julián Gorospe (ESP) | Reynolds        | + 25"       |

### 5a etapa[6]
10-09-1984: Manresa - Planoles, 147,0 km. :
|   | Ciclista                 | Equip           | Temps      |
| - | ------------------------ | --------------- | ---------- |
| 1 | Pere Muñoz (ESP)         | Teka            | 4h 05' 35" |
| 2 | Patrocinio Jiménez (COL) | Teka            | + 33"      |
| 3 | Sean Kelly (IRL)         | Skil-Reydel-Sem | + 48"      |

|   | Ciclista           | Equip           | Temps       |
| - | ------------------ | --------------- | ----------- |
| 1 | Pere Muñoz (ESP)   | Teka            | 23h 12' 13" |
| 2 | Sean Kelly (IRL)   | Skil-Reydel-Sem | + 19"       |
| 3 | Ángel Arroyo (ESP) | Reynolds        | + 34"       |

### 6a etapa[7]
11-09-1984: Planoles – Llançà, 179,0 km.:
|   | Ciclista                 | Equip           | Temps     |
| - | ------------------------ | --------------- | --------- |
| 1 | Serge Demierre (SUI)     | Alfa Lum-Olmo   | 4h 10' 05 |
| 2 | Josep Lluís Laguía (ESP) | Reynolds        | m. t.     |
| 3 | Sean Kelly (IRL)         | Skil-Reydel-Sem | + 01' 05" |

|   | Ciclista           | Equip           | Temps       |
| - | ------------------ | --------------- | ----------- |
| 1 | Pere Muñoz (ESP)   | Teka            | 27h 23' 23" |
| 2 | Sean Kelly (IRL)   | Skil-Reydel-Sem | + 19"       |
| 3 | Ángel Arroyo (ESP) | Reynolds        | + 34"       |

### 7a etapa A[8]
12-09-1984: Llançà – Sant Pere de Rodes, 18,4 km. (CRI):
| Resultat de la 7a etapa A \| \| Ciclista \| Equip \| Temps \| \| - \| -------------------- \| --------------- \| --------- \| \| 1 \| Sean Kelly (IRL) \| Skil-Reydel-Sem \| 32' 47" \| \| 2 \| Pere Muñoz (ESP) \| Teka \| +19" \| \| 3 \| Julián Gorospe (ESP) \| Reynolds \| + 01' 19" \| |                      |                 |           |
| | Ciclista             | Equip           | Temps     |
| 1 | Sean Kelly (IRL)     | Skil-Reydel-Sem | 32' 47"   |
| 2 | Pere Muñoz (ESP)     | Teka            | +19"      |
| 3 | Julián Gorospe (ESP) | Reynolds        | + 01' 19" |

### 7a etapa B[8]
12-09-1984: Llançà – Girona, 116,5 km.:
|   | Ciclista              | Equip                    | Temps      |
| - | --------------------- | ------------------------ | ---------- |
| 1 | Ronny Van Holen (BEL) | Safir-Van de Ven-Colnago | 2h 50' 00" |
| 2 | Enrique Aja (ESP)     | Reynolds                 | +01"       |
| 3 | Nico Emonds (BEL)     | Teka                     | +11"       |

|   | Ciclista           | Equip           | Temps       |
| - | ------------------ | --------------- | ----------- |
| 1 | Sean Kelly (IRL)   | Skil-Reydel-Sem | 30h 46' 44" |
| 2 | Pere Muñoz (ESP)   | Teka            | m. t.       |
| 3 | Ángel Arroyo (ESP) | Reynolds        | + 01' 51"   |

## Classificació General
|    | Ciclista                       | Equip                  | Temps       |
| -- | ------------------------------ | ---------------------- | ----------- |
| 1  | Sean Kelly (IRL)               | Skil-Reydel-Sem        | 30h 46' 44" |
| 2  | Pere Muñoz (ESP)               | Teka                   | m. t.       |
| 3  | Ángel Arroyo (ESP)             | Reynolds               | + 01' 51"   |
| 4  | Alberto Fernández Blanco (ESP) | Zor                    | + 02' 03"   |
| 5  | Julián Gorospe (ESP)           | Reynolds               | + 03' 52"   |
| 6  | Vicent Belda (ESP)             | Kelme                  | + 03' 54"   |
| 7  | Robert Millar (ESP)            | Peugeot-Shell-Michelin | + 04' 04"   |
| 8  | Antoni Coll (ESP)              | Teka                   | + 04' 17"   |
| 9  | Patrocinio Jiménez (COL)       | Teka                   | + 05' 42"   |
| 10 | Eduardo Chozas (ESP)           | Zor                    | + 06' 23"   |

## Classificacions secundàries
|   | Ciclista                 | Equip           | Punts    |
| - | ------------------------ | --------------- | -------- |
| 1 | Sean Kelly (IRL)         | Skil-Reydel-Sem | 39 punts |
| 2 | Pere Muñoz (ESP)         | Teka            | 38 punts |
| 3 | Patrocinio Jiménez (COL) | Teka            | 30 punts |

|   | Ciclista                       | Equip                    | Punts    |
| - | ------------------------------ | ------------------------ | -------- |
| 1 | Herman Frison (BEL)            | Safir-Van de Ven-Colnago | 22 punts |
| 2 | Francisco López Gonzalvo (ESP) | Kelme                    | 15 punts |
| 3 | Josep Recio (ESP)              | Kelme                    | 7 punts  |

|   | Ciclista                 | Equip           | Punts    |
| - | ------------------------ | --------------- | -------- |
| 1 | Sean Kelly (IRL)         | Skil-Reydel-Sem | 77 punts |
| 2 | Josep Lluís Laguía (ESP) | Reynolds        | 33 punts |
| 3 | Pere Muñoz (ESP)         | Teka            | 28 punts |

|   | Equip    | Nacionalitat | Temps       |
| - | -------- | ------------ | ----------- |
| 1 | Teka     | Espanya      | 92h 26' 09" |
| 2 | Reynolds | Espanya      | + 02' 37"   |
| 3 | Zor      | Espanya      | + 09' 14"   |